# Aszófő
Aszófő község Veszprém vármegyében, a Balatonfüredi járásban. A település Szent István király korától az 1945-ös megyerendezésig Zala vármegyéhez tartozott.

## Fekvése
A Tihanyi-félsziget tövében fekszik, a Balaton északi partján, a tó nyugati medencéjének északkeleti szélén. Keresztül folyik rajta a Tavi-séd, vagy más néven Vékény-patak.
Itt kezdődik és Zánkáig tart a balatoni karsztos vidék. A sovány legelőkön csoportosan álló kökény-, vadrózsa-, galagonya- és borókabokrok, valamint a mindenfelé előforduló fehér sziklák egyedi hangulatot kölcsönöznek a tájnak. Balatonfüreddel véget ér a keleti medence nagy üdülőhelyeinek vidéke, onnan tovább nyugat felé apró, régi korok hangulatát idéző falvak következnek. Borvidék, enyhe lejtőkkel a Balaton felé.
A közvetlenül határos települések: észak felől Balatonszőlős, északkelet felől Balatonfüred, délkelet felől Tihany, délnyugat felől Örvényes, északnyugat felől Pécsely.

### Megközelítése
Legfontosabb közúti megközelítési útvonala a 71-es főút, mely kelet-nyugati irányban keresztülhalad a belterületén, így ezen érhető el Balatonfüred-Tihany, illetve nyugatabbi szomszédai felől is. A főút itt két négy számjegyű úttal is találkozik: a 7303-as út Balatonfüred központjától húzódik idáig (nagyrészt a római útnak nevezett balatoni közlekedési útvonalon), a 7307-es pedig Pécselyen át Tótvázsonyig, a 77-es útig. (A római út innentől a Badacsony térségéig a 71-es főúttal megegyező útvonalon halad.)
A hazai vasútvonalak közül a Börgönd–Szabadbattyán–Tapolca-vasútvonal érinti, melynek egy állomása van a határai között; Aszófő vasútállomás a belterület déli szélén helyezkedik el, s közúton a rövidke 73 302-es út szolgálja ki.

## Története
Tihany felől közeledve a település templomtornya már messziről jelzi a falut. A dombok ölelésében fekvő Aszófő már a római időkben is lakott volt. Az Aszófő név száraz völgyet jelent. Első okleveles említése 1093-ból maradt fenn, a tihanyi apátság birtokaként említik „Azzofeu” néven. A településen áthaladó Séd, vagy más néven Vékény-patak egykori malmainak kereke ma is látható. Az 1550-es években a törökök a környékbéli falvakhoz hasonlóan felégették, de a 18. században újra benépesült. A 19. században a vízimalmok nyújtotta megélhetés mellett jelentőssé vált szőlőtermelése.1950-ben Balatonudvarival közös tanácsot alkotott, majd ismét önálló település lett. Határában állt egy Kövesd nevű, a török hódoltság idején elpusztult középkori falu; 13. századbeli templomának romja az aszófői vasútállomás mellett látható. (Nem tévesztendő össze a Balaton-felvidék másik hasonló nevű településével, az ugyancsak középkori, sőt Árpád-kori eredetű Balatonkövesddel, amely 1940-ig önálló község volt, azóta azonban Csopak település része.)
A település első számú látnivalója a Vörösmáli pince- és présházsor, mely műemléki védelem alatt áll. A 19. század végén épült pincesor a vasút és az Aszófőt Balatonfüreddel összekötő felső út között, a Vörösmáli dűlőn található. Az épületek présházból és az abból nyíló, részben földbe épült dongaboltozatos pincéből állnak, melyek máig megőrizték eredeti küllemüket. 
A település központjában található a 19. századi klasszicista stílusú, Szent László nevére keresztelt római katolikus templom.

## Közélete

### Polgármesterei
- 1990–1994: Fodor Károly (MDF)[3]
- 1994–1998: Fodor Károly (MDF)[4]
- 1998–2002: Bors János (független)[5]
- 2002–2006: Bors János (független)[6]
- 2006–2010: Bors János (független)[7]
- 2010–2014: Bors János (független)[8]
- 2014–2019: Keller Vendel (független)[9]
- 2019–2024: Keller Vendel (független)[10]
- 2024– : Keller Vendel (független)[1]

## Népesség
A település népességének változása:
| Lakosok száma | 392  | 397  | 389  | 427  | 475  | 467  | 482  |
|               | 2013 | 2014 | 2015 | 2021 | 2022 | 2023 | 2024 |

A 2011-es népszámlálás idején a lakosok 94,3%-a magyarnak, 4% németnek, 0,5% románnak, 0,3% szerbnek, 0,3% örménynek mondta magát (5,5% nem nyilatkozott). A vallási megoszlás a következő volt: római katolikus 57,5%, református 7,8%, evangélikus 3,5%, görögkatolikus 0,3%, felekezeten kívüli 12,3% (17,3% nem nyilatkozott).
2022-ben a lakosság 88%-a vallotta magát magyarnak, 5,7% németnek, 0,4% szlováknak, 0,4% cigánynak, 0,2% lengyelnek, 5,7% egyéb, nem hazai nemzetiségűnek (10,7% nem nyilatkozott; a kettős identitások miatt a végösszeg nagyobb lehet 100%-nál). Vallásuk szerint 39,2% volt római katolikus, 7,4% református, 2,7% evangélikus, 0,4% görög katolikus, 0,6% egyéb keresztény, 2,1% egyéb katolikus, 9,5% felekezeten kívüli (38,1% nem válaszolt).

## Nevezetességei

### A kövesdi templomrom és az Almás-forrás

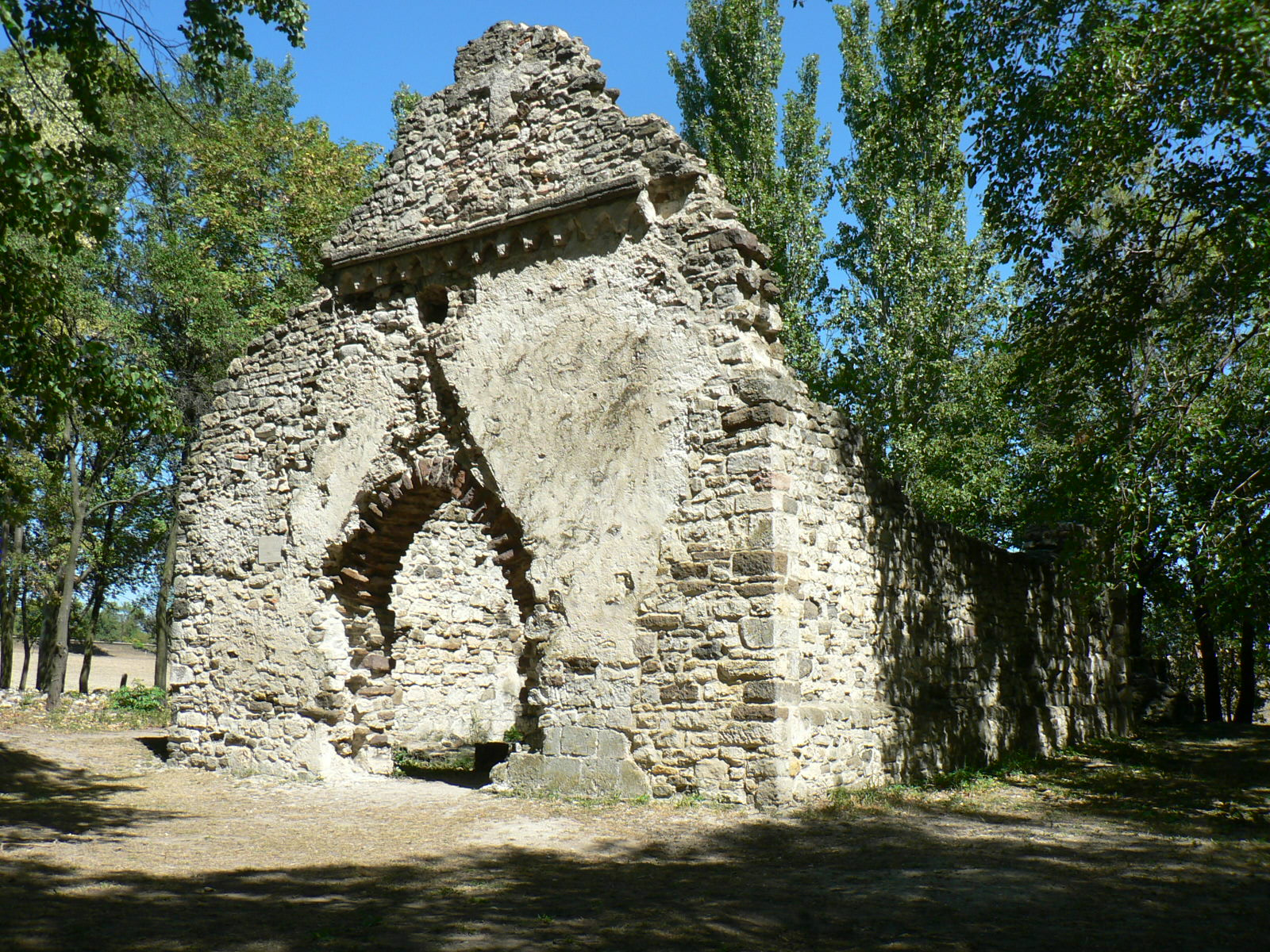
A kövesdi templomrom

A vasútállomástól délre, a Balaton-parti nádasokkal körülvett természetvédelmi területen található a román stílusú templomrom, a római kori maradványokon az 1260-70-es években épült egyhajós templom maradványa. A feltáráskor a templomban talált sírok, elszenesedett maradványok és a falban lévő ágyúgolyó-becsapódások arról tanúskodnak, hogy a török jelentős pusztítást végzett a faluban. Az 1958-ban végzett restaurálás adatai szerint a templom egyhajós alaprajzú volt egyenes záródású szentéllyel és sekrestyével.
A szentélyben 1500 körül helyezték el a szép megformálású szentségtartót (pasztofóriumot), amely ma a Tihanyi Múzeumban látható. Egyetlen, helyben megmaradt díszítménye a nyugati, bejárati homlokzat csúcsíves, gömbökkel díszített ívsoros párkánya, amely a lébényi és a jáki templomokéval azonos formaelemeket őriz. A feltárás során bebizonyosodott, hogy a templom helyén korábban római épület állott, ugyanis a szentély oltára alatt kiástak egy felirat nélküli római oltárkövet. Ezt a rom előtt fakadó forrás mellé állították, lehajló fűzfák árnyékába, idillikus hangulatot nyújtva a szemlélőnek. Az egész terület szépen parkosított, hangulatos pihenőhely, ahol néha esküvőket is tartanak.

### Öreg-hegy
Az aszófői Öreg-hegy dolomit alapkőzetén kialakult természetes vegetáció jelentős része a fenyőtelepítés következtében elpusztult. A déli és északkeleti lejtőkön jellemző lejtősztyepp- karsztbokorerdő mozaik ennek ellenére szép számmal őrzött meg értékes fajokat, és a terület védett növényfajok tekintetében igen gazdagnak mondható. Az eddigi vizsgálatok szerint több mint két tucat védett növény fordul elő rajta: tavaszi hérics (Adonis vernalis), leánykökörcsin (Pulsatilla grandis), fekete kökörcsin (Pulsatilla pratensis ssp.  nigricans), sárga kövirózsa (Sempervivum globiferum subsp. hirtum), sárga koronafürt (Coronilla coronata), nagyezerjófű (Dictamnus albus), nagy pacsirtafű (Polygala major), árlevelű len (Linum tenuifolium), pusztai meténg (Vinca herbacea), homoki vértő (Onosma arenarium), ezüstös útifű (Plantago argentea), magyar repcsény (Erysimum odoratum), sulyoktáska (Aethionema saxatile), selymes peremizs (Inula oculus-christi), kisfészkű hangyabogáncs (Jurinea mollis), budai imola (Centaurea sadleriana), ezüstaszott (Paronychia cephalotes), bunkós hagyma (Allium sphaerocephalon), őszi csillagvirág (Scilla autumnalis), nyúlánk sárma (Ornithogalum pyramidale), törpe nőszirom (Iris pumila), tarka nőszirom (Iris variegata), gérbics (Limodorum abortivum), agárkosbor (Orchis morio), bíboros kosbor (Orchis purpurea) vitézvirág (Anacamptis pyramidalis), délvidéki árvalányhaj (Stipa eriocaulis).
A hegy természetes növénytársulásaiból a sziklafüves lejtősztyepprét és a cserszömörcés karsztbokorerdő rejti ezen értékes fajokat, így ezek képezik a terület legjelentősebb természeti értékét.
A sziklafüves lejtősztyepprét és a karsztbokorerdő mellett korábban az Öreg-hegyen jelentős területeket boríthattak mészkedvelő tölgyesek, amelyeknek utolsó hírmondói lehetnek a hegy keleti részén található fás legelő idős molyhos tölgyei.
A hegy jelentős részén (a tetőn és az északi lejtőn) már láthatóak a dolomit kopárfásítás eredményei.
Számos ritka, elsősorban a Balaton-felvidékre jellemző poloskafaj is előkerült a terület lejtősztyepp-társulásaiból: Odontotarsus robustus, Odontotarsus purporeolinatus, Derula flavoguttata, Rubiconia intermedia, Gonocerus acuteangulatus, Rhyparochromus phoeniceus. Erdőtisztásokon találkozhatunk a hazánkban szórványosan előforduló, jellegzetes habitusú kétpettyes tövishátúsáskával (Tetrix bipunctata). A ritka kétszínű hengercincér (Obrium bicolor) is megtalálható a területen. A kövipókok közül a pontuszi Zelotes hermanni, a párducpókok közül pedig a Zora pardalis fordul elő.
A hüllők közül jellemző a zöld gyík (Lacerta viridis) jelentős állománya, és a rézsikló (Coronella austriaca) gyakori előfordulása.

### Szent László római katolikus templom
A község központjában található a Szent László nevére keresztelt római katolikus templom, amely klasszicista stílusban épült, barokk oltárral 1832-1834 között.  A templomban egy időben nyaranta Gregor József tartott jótékonysági hangversenyeket. Oltára a 18. századból való, empire szószéke 1894-ből. Oltárképét, amely a sziklából vizet fakasztó Szent Lászlót ábrázolja, Pesky János pesti képíró festette 1824-ben.

### Pincesor- vörösmáli dűlő
Érdekes látnivaló a vasút és az Aszófőt Balatonfüreddel összekötő felső út között a Vörösmáli dűlőben elterülő pincesor.
A présház-pincék sora különösen Tihany felől közelítve megkapó látvány az előtérben dús növényzetű vizenyős rétekkel, a háttérben a hegyoldalra felkúszó, nagyobb facsoportokkal tarkított szőlőkkel. A zömében 1848-1883 között épült, változatlan állapotban megőrződött épületek présházból és az ebből nyíló, részben a földbe épült dongaboltozatos pincéből állnak. Az átlag 4x4 méter belméretű, nyeregtetős présházba a homlokoldalon egy ajtó vezet, amelynek díszítésébe és az oromfalak vakolatdíszein is barokk hatás érvényesül.
A pinceajtók gyönyörű napsugaras mintázata különleges látványt nyújt.

### Kegyeleti emlékliget
A hősi halottak vörös homokkő emlékhelye 2006-ban készült el az emlékligetben. A 71-es út mellett található emlékműre 2009. március 15-én került fel a Halassy Csilla művésznő által készített bronz kerecsensólyom.

### Árpád vezér kútja
A település Polgármesteri Hivatalának és Kultúrházának előterében található Árpád vezér kútja. Ezen a területen különböző programokat rendeznek: falunapokat, a falu karácsonyfájának felállítását, a Kultúrház programjait.

### Nagymező-oldal, Alsó erdő
Meglehetősen egységes vegetációt mutató terület. A lankás déli lejtőn nagy kiterjedésű tipikus fajösszetételű cseres tölgyes állományt találunk. A középkorú erdő, főként a terület nyugati részén helyenként jelenleg kissé túlritkított, így nem ritkák az igen sűrű cserjeszint miatt a szinte áthatolhatatlan sűrűségű részek. Legjellemzőbb cserjéi a mezei juhar (Acer campestre), a fagyal (Ligustrum vulgare), az ostorménfa (Viburnum lantana), a húsos som (Cornus mas) és a sóskaborbolya (Berberis vulgaris). A gyepszintben néhány védett faj (bíboros kosbor, fehér madársisak, nagyezerjófű, pázsitos nőszirom) is előkerült.
A hegytetők környékén és a terület keleti részén mészkedvelő tölgyesek vannak. E társulás cserjeszintjében említést érdemel az ostorménfa (Viburnum lantana), a varjútövis benge (Rhamnus catharticus), a pukkanó dudafürt (Colutea arborescens), és a cserszömörce (Cotinus coggygria) is. Nagy tömegben fordul elő védett cserjefajunk, a bokros koronafürt (Coronilla emerus). Tavasszal a kis Apolló lepke is szép számmal repked az erdei tisztásokon.

### Téltemető

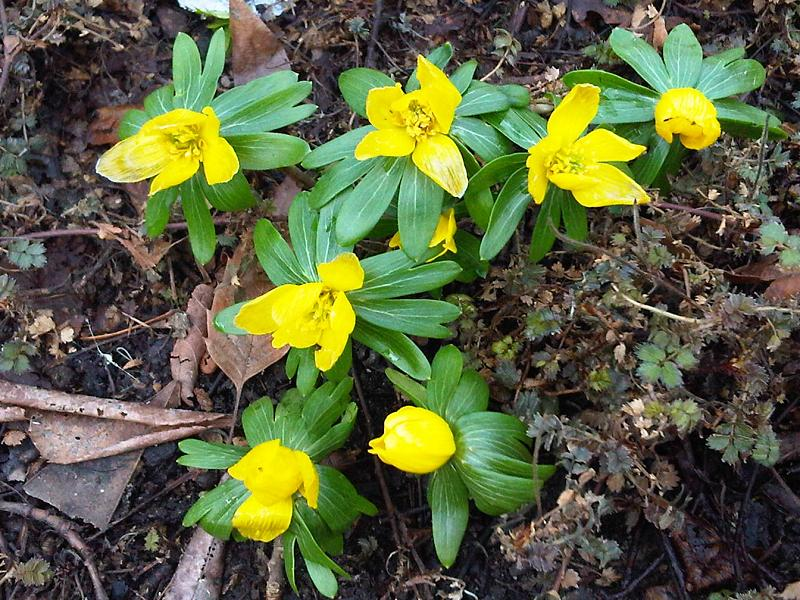
Téltemető

Kiemelkedő botanikai érték Magyarország egyik legnagyobb téltemető (Eranthis hyemalis) állománya. E felbecsülhetetlen érték egy rontott gyertyános tölgyesben él. A hosszú távú természetvédelmi célok között szerepel az erdőtársulás természetes képének helyreállítása. Az Aszófői-séd völgyének felsőbb szakaszán az erdőtársulás (Querco petraeae Carpinetum) természetközelibb. Itt a kora tavaszi aspektus gyakori fajai mellett olyan értékes fajokat is feljegyeztek, mint a kisvirágú hunyor (Helleborus dumetorum) és a májvirág (Hepatica nobilis).

## Egyéb események, érdekességek
A településnek vannak németországi és osztrák testvértelepülései, amelyekkel jó viszonyt ápol.

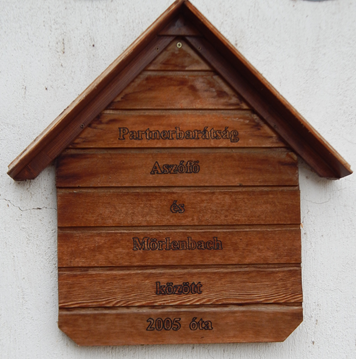
Testvértelepülés: Mörlenbach

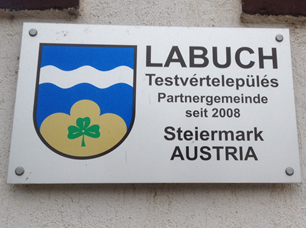
Testvértelepülés: Labuch

2005 óta a németországi Mörlenbachhal, 2008 óta pedig az osztrák Labuchhal áll testvértelepülési viszonyban Aszófő.
1992-ben a testület döntése alapján havonta egyszer négy oldalon jelenik meg az Aszófői Hírek című helyi újság.
2015 márciusától kezdődött az Első Országfutás - egészség - és sportnap Aszófőn „Mozdulj, Aszófő!” néven.
2002-ben alakult a Dallamvilág Nosztalgia és Country csoport, amely a Dallamvilág nevet 2007-ben vette fel. Még abban az évben létrehozták a Dallamvilág Gyermek Musical Közhasznú Egyesületet. Retro és régi magyar zene slágerekkel járják az országot, és az aszófői lakosokat is gyakorta megörvendeztetik előadásaikkal.
Számos futó- és bicikliversenyt is rendeznek a kis falucskán keresztül. 
A horgászatot kedvelőknek kikapcsolódási lehetőséget nyújt a Balatonfüredet Aszófővel összekötő felső út mellett található Dobogó-tó mesterséges horgásztava.
A lovasturizmus is virágkorát éli. Pécsely és Aszófő között Klárapusztán van a Csikós Lovasudvar, a régi aszófői kemping helyén pedig a Nagyhegyi Lovas Egyesület létesítménye nyitotta meg kapuit.

## További képek

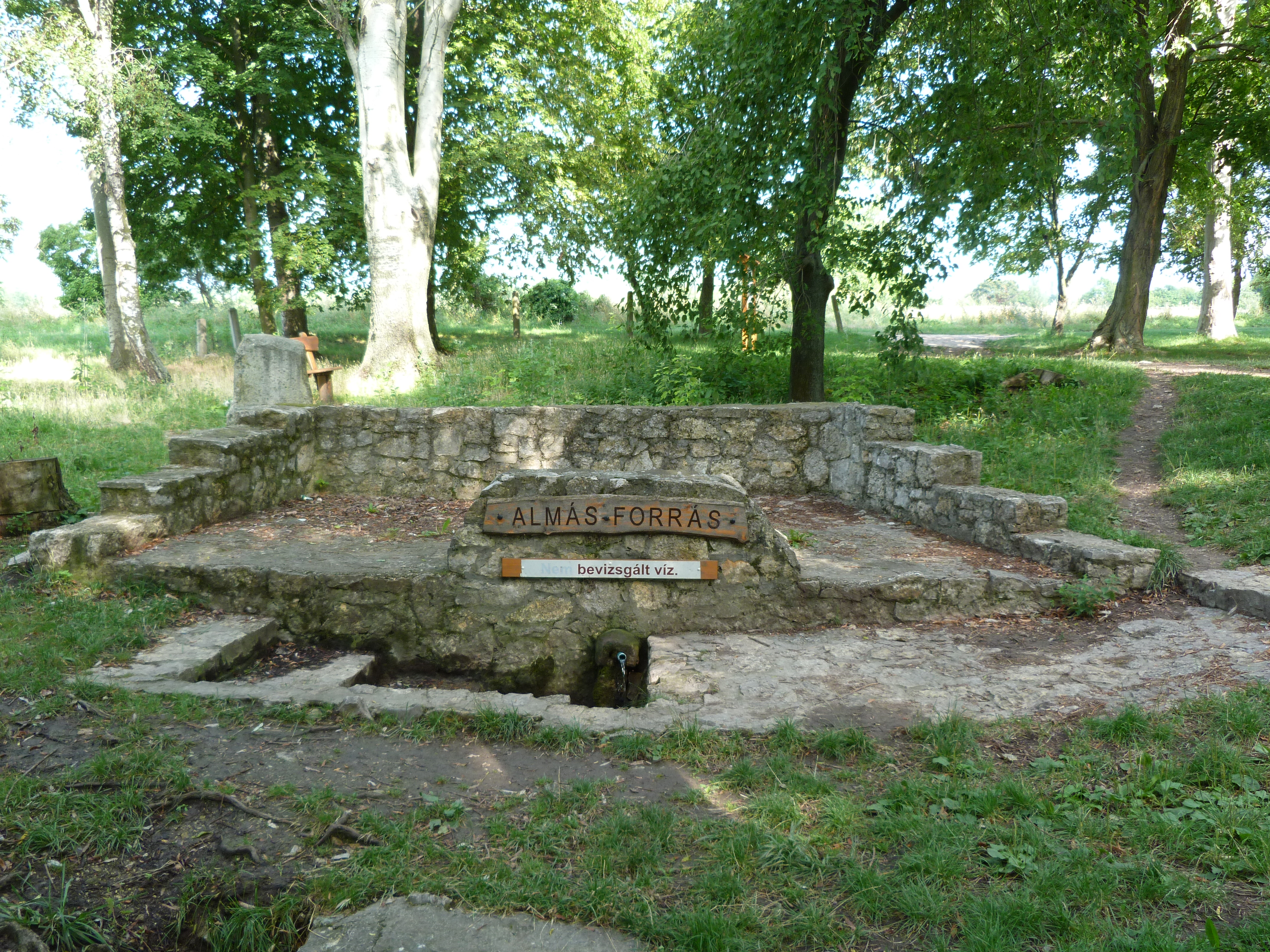
Almás-forrás a kövesdi templomromnál
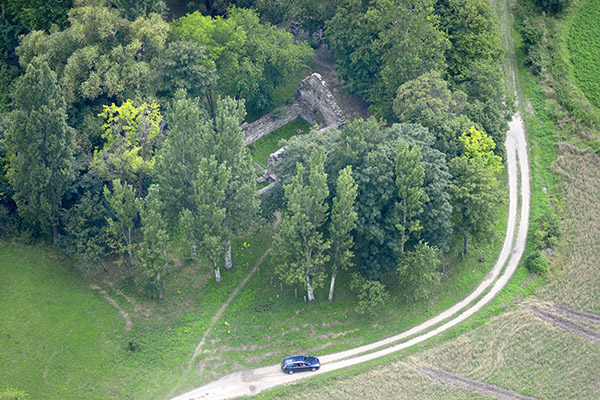
A templomrom légi felvételen
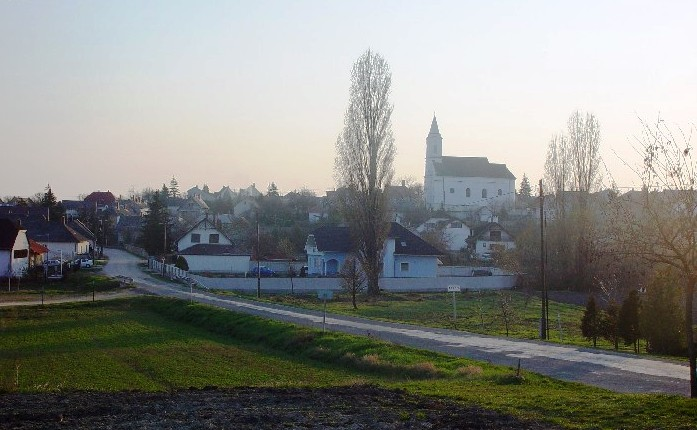
A község bejárata kelet felől